# Mazda Biante
Der Mazda Biante ist ein Pkw-Modell des japanischen Automobilherstellers Mazda, das seit 2008 verkauft wird. Dabei handelt es sich um einen 4,72 Meter langen Großraumvan, der Platz für acht Personen bietet und damit einen der größten Innenräume seiner Klasse hat. Somit ist der Mazda Biante zwischen dem Kompaktvan Mazda5 (in Japan Premacy) und dem nochmals größeren Mazda MPV positioniert. Der Name Biante leitet sich vom englischen Wort ambient („Ambiente“) ab und soll auf den speziellen Innenraum hinweisen. Konkurrenzmodelle auf dem japanischen Markt sind vor allem der Nissan Serena und der Toyota Isis.
Im über zwei Schiebetüren zugänglichen Innenraum mit verschiebbaren Sitzbänken, kommen ein Allergie-Erreger-Filter, ein Deodorantsystem im Wagenhimmel und flüssigkeitsabweisende Sitzbezüge zum Einsatz. Das Außendesign ist vor allem von großen Glasflächen und den mit dem Fensterband verbundenen Frontscheinwerfern geprägt.
Als Motorisierungen werden zwei direkteinspritzende Ottomotoren mit 2,0 oder 2,3 Litern Hubraum angeboten, die mit Front- oder Allradantrieb erhältlich sind.

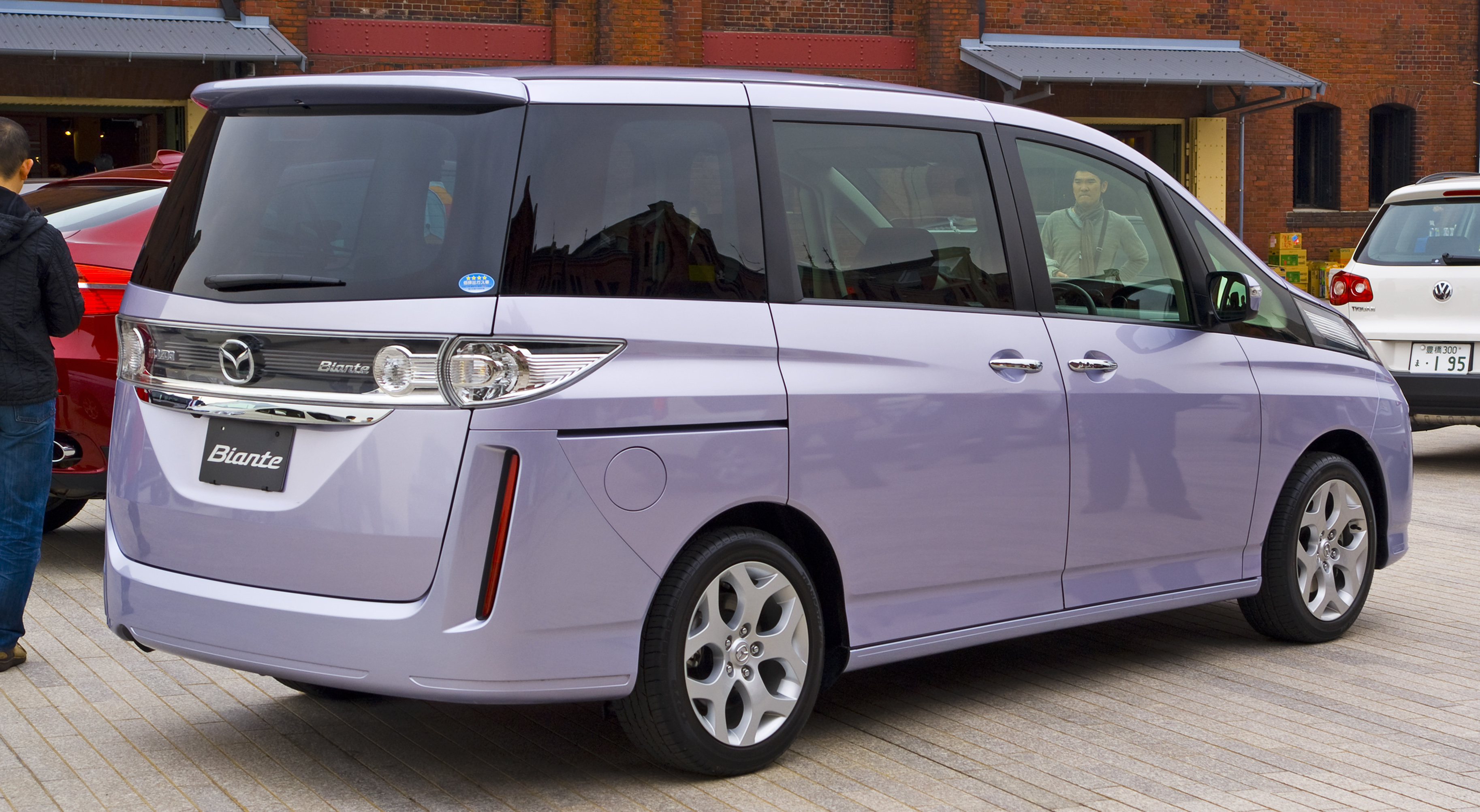
Heckansicht
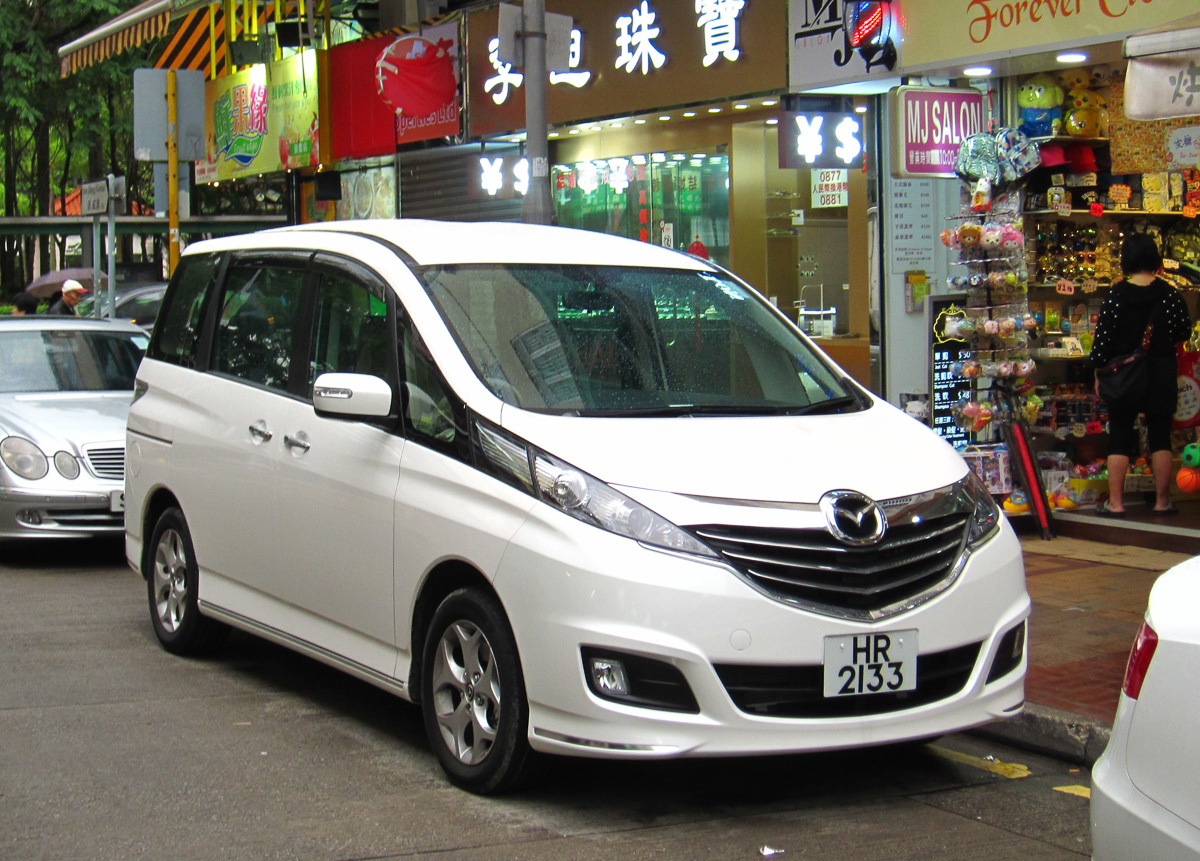
Frontansicht (2013–2018)

## Technische Daten
|                                             | 2.0 Skyactiv-G                | 2.0                           | 2.3                           |
| Bauzeitraum                                 | 2013–2018                     | 2008–2013                     | 2008–2013                     |
| Motorkenndaten                              |                               |                               |                               |
| Motortyp                                    | Reihen-Vierzylinder-Ottomotor | Reihen-Vierzylinder-Ottomotor | Reihen-Vierzylinder-Ottomotor |
| Hubraum                                     | 1998 cm³                      | 1998 cm³                      | 2260 cm³                      |
| Verdichtungsverhältnis                      | 12,0 : 1                      | 11,2 : 1                      | 10,6 : 1                      |
| max. Leistung bei min−1                     | 111 kW (151 PS) / 6000        | 106 kW (144 PS) / 6200        | 121 kW (165 PS) / 6500        |
| max. Drehmoment bei min−1                   | 190 Nm / 4100                 | 184 Nm / 4000                 | 210 Nm / 4000                 |
| Kraftübertragung                            |                               |                               |                               |
| Antrieb                                     | Vorderradantrieb              | Allradantrieb                 | Vorderradantrieb              |
| Getriebe                                    | 6-Gang-Automatikgetriebe      | 4-Gang-Automatikgetriebe      | 5-Gang-Automatikgetriebe      |
| Messwerte                                   |                               |                               |                               |
| Höchstgeschwindigkeit                       | 176 km/h                      | k. A.                         | k. A.                         |
| Beschleunigung, 0–100 km/h                  | 12,7 s                        | k. A.                         | k. A.                         |
| Kraftstoffverbrauch auf 100 km (kombiniert) | 7,4 l Super                   | 10,0 l Super                  | 8,8 l Super                   |
| Tankinhalt                                  | 60 l                          | 60 l                          | 60 l                          |